# Klyxum confertum
Klyxum confertum is een zachte koraalsoort uit de familie Alcyoniidae. De koraalsoort komt uit het geslacht Klyxum. Klyxum confertum werd in 1903 voor het eerst wetenschappelijk beschreven door Kükenthal. 